# Johnson Macabá
Johnson Monteiro Pinto Macabá, noto come Johnson o Johnson Macabá (Luanda, 23 novembre 1978), è un ex calciatore angolano, di ruolo attaccante.

## Palmarès

### Club

#### Competizioni statali
- Campionato Brasiliense: 1

Gama: 2001
- Campeonato Paulista Série A2: 1

Juventus-SP: 2005
- Campionato Goiano: 1

Goias: 2006